# Burghfield
Burghfield – wieś w Anglii, w hrabstwie ceremonialnym Berkshire, w dystrykcie (unitary authority) West Berkshire. Leży 7 km na południowy zachód od centrum miasta Reading i 65 km na zachód od centrum Londynu. W 2001 miejscowość liczyła 5894 mieszkańców.